# Ololopa
Ololopa, skupina ili selo Sjeverozapadnih Maidu ili Konkow Indijanaca, porodica pujunan, s Feather rivera, na području današnjeg okruga Butte u Kaliforniji. Kod raznih ranih autora ime se javlja u sličnim oblicima Holilepas (Johnson u Schoolcraft, 1857), Holil-le-pas, O-lip-as i Jollillepas (Day, 1850), Ololópai (Curtin 1885), Oleepas (Delano, 1854), Hololipi (Chever 1970), O-lip-pas (Johnston (1850), Hol-ó-lu-pai (Powers, 1877) i Holoáloopis (Powers, 1874) .
Populacija im je 1850. iznosila između 100 i 150.